# Wie ein Blitz vom Weihnachtshimmel
Wie ein Blitz vom Weihnachtshimmel oder Die Melodie der Liebe, französisch Coup de foudre sur un air de Noël ‚Liebe auf den ersten Blick zu einer Weihnachtsmelodie‘, ist eine französische weihnachtliche Liebeskomödie.

## Handlung
Mélodie ist Produktionsassistentin im Schloss Schönbrunn und allein erziehende Mutter. Damit sie ihren Job behalten kann, muss sie den Pianisten Michaël Grimaud für ein Weihnachtskonzert im Schloss zu verpflichten. Sie findet ihn in einem Bergdorf in Tirol. Vor zehn Jahren hat seine Frau ihn betrogen und er zog sich von den Bühnen der Welt zurück. Gleichzeitig verlieben sich Mélodie und Michaël ineinander.

## Produktion
Die Dreharbeiten für den Film erfolgten nicht in Österreich, sondern in Tschechien.
Der Film gehört zur Fernsehfilmreihe Coup de foudre à..., Liebe auf den ersten Blick …
Die Erstausstrahlung fand am 13. Dezember 2018 im französischen Internet, dem belgischen und luxemburgischen Fernsehen (La Une) statt. Am Tag darauf wurde der Film in der Schweiz erstausgestrahlt. Im Französischen Fernsehen TF1 erfolgte am 17. Dezember 2018. In Deutschland wurde der Film am 19. November 2021 im Internet und am 26. November 2021 auf DVD veröffentlicht. Das BR Fernsehen zeigte den Film am 25. Dezember 2022 erstmals.
Im englischsprachigen Raum erfolgt die Veröffentlichung unter dem Namen Love in Vienna, Liebe in Wien.